# Митерёв, Георгий Андреевич
Георгий Андреевич Митерёв (1900—1977) — советский врач, Народный комиссар здравоохранения СССР (1939—1946 гг.), Министр здравоохранения СССР (1946—1947 гг.), доктор медицинских наук, профессор.

## Биография
Родился 23 апреля (5 мая) 1900 года в селе Бариновка Утёвской волости Бузулукского уезда Самарской губернии в крестьянской семье. Окончил церковноприходскую школу, затем земское училище в селе Ко́ржевке. В 1918 году окончил педагогическую семинарию, которая находилась сначала в селе Ровное, а потом переехала в Самару.
В 1919—1921 годах — учитель, заведующий детским домом.
В 1925 году окончил медицинский факультет Самарского университета. В 1925—1926 — стажёр в Самарской центральной больнице и венерическом диспансере.
В 1926—1930 годах — заведовал вендиспансером и Мелекесским районным отделом здравоохранения (Самарская губерния). С 1930 года работал в больницах Ульяновска.
В 1932—1933 — государственный санитарный инспектор Средне-Волжского края.
С 1933 года — главный врач Куйбышевской центральной больницы имени Н. И. Пирогова.
В 1936—1939 годах — главврач Куйбышевской клинической больницы.
В июне-сентябре 1939 года — нарком здравоохранения РСФСР.
8 сентября 1939 года назначен наркомом здравоохранения СССР. Во время Великой Отечественной войны возглавил огромную работу по оказанию медицинской помощи населению и раненым бойцам РККА, борьбу с эпидемиями.
В декабре 1943 года выезжал в Тюмень, куда было эвакуировано тело В. И. Ленина, во главе правительственной комиссии в составе академиков А. И. Абрикосова, Н. Н. Бурденко и Л. А. Орбели. Они признали, что «тело Ленина за 20 лет не изменилось. Оно хранит облик Ильича, каким он сохранился в памяти советского народа».
17 февраля 1947 года Митерёв как «не справившийся с порученным ему делом» снят с поста, а в августе 1947 года судом чести при Министерстве здравоохранения ему был объявлен строгий выговор «за антигосударственные и антипатриотические поступки».
С 1947 года — директор Государственного научно-исследовательского санитарного института имени Ф. Ф. Эрисмана.
В 1954—1971 годах председатель исполкома Союза обществ Красного Креста и Красного Полумесяца СССР. В июне 1971 года вышел на пенсию.
Умер 10 января 1977 года. Похоронен в Москве на Новодевичьем кладбище, участок № 5, 15 ряд

## Награды и премии
- Орден Ленина (1 июня 1942) — за успешное проведение противоэпидемических мероприятий и самоотверженную работу в эвакогоспиталях по лечению бойцов и командиров Красной Армии, раненных в боях с немецкими захватчиками
- Орден Ленина
- Орден Ленина
- Орден Трудового Красного Знамени
- Орден Трудового Красного Знамени
- Орден Трудового Красного Знамени
- Орден Трудового Красного Знамени